# Venezuela i olympiska sommarspelen 1960
Venezuela deltog med 36 deltagare vid de olympiska sommarspelen 1960 i Rom. Totalt vann de en bronsmedalj.

## Medaljer

### Brons
- Enrico Forcella - Skytte.